# Teresa Kujawa
Teresa Kujawa, Teresa Kujawa-Knapik (ur. 11 grudnia 1927 w Bydgoszczy, zm. 28 kwietnia 2020 we Wrocławiu) – polska tancerka, choreografka i reżyserka baletowa oraz pedagog tańca charakterystycznego.

## Życiorys
Jej mężem był określany mianem reformatora polskiego baletu Conrad Drzewiecki, jednak ich związek szybko się rozpadł. „Nie uratował go nawet krótki pobyt Teresy Kujawy w Paryżu w tym samym zespole, w którym występował Conrad” – pisze Stefan Drajewski, biograf Drzewieckego.
Później artystka związała się z Franciszkiem Knapikiem (1945–2020), również tancerzem, swoim uczniem, z którym pozostawała w związku małżeńskim aż do jego śmierci 23 stycznia 2020.

## Wykształcenie
Kujawa była wychowanką Zofii Pflac-Dróbeckiej, u której pobierała lekcje w prywatnej szkole baletowej w Toruniu. Następnie ukończyła Technikum Kinematografii w Poznaniu oraz, jako ekstern, Państwową Szkołę Baletową w Warszawie. Wcześniej pobierała też lekcje w studiach tańca w Paryżu (1958–1960) i w słynnej szkole baletowej w Moskwie (1963).
Wśród swoich mistrzów wymieniała Stanisława Miszczyka, Feliksa Parnella i Leona Wójcikowskiego.

## Praca zawodowa
W latach 1947–1949 była tancerką Teatrów Dolnośląskich (obecnie Opera Wrocławska). Od 1949 pracowała jako tancerka w Operze w Poznaniu, gdzie w latach 1952–1958 była solistką. Następnie przed dwa lata tańczyła za granicą – w zespole Theatre d’Art du Ballet w Paryżu, z którym związany był w tym czasie jej ówczesny mąż Conrad Drzewiecki. Z tym zespołem podróżowała po Europie Zachodniej oraz krajach Bliskiego Wschodu. Od 1960 do 1971 występowała ponownie jako solistka w Operze Poznańskiej.
W 1971 rozpoczęła nowy etap w karierze jako baletmistrzyni Opery Wrocławskiej. W 1974 została choreografką nowo utworzonego Polskiego Teatru Tańca – Baletu Poznańskiego, pod dyrekcją Conrada Drzewieckiego. W następnym sezonie była choreografką Teatru Wielkiego w Łodzi, w latach 1976–1982 pracowała znów w Operze Wrocławskiej, a w latach 1982–1989 zajmowała prestiżową pozycję etatowego choreografa Teatru Wielkiego w Warszawie pod dyrekcją Roberta Satanowskiego. Pełniła też funkcję kierownika baletu w Operze Wrocławskiej i Teatrze Wielkim w Łodzi, a w latach 1992–1994 była reżyserką Opery i Operetki w Szczecinie.
W latach 1954–1971 pracowała jako wykładowczyni w Państwowej Szkole Baletowej w Poznaniu. Uczyła też w warszawskiej szkole baletowej oraz w moskiewskiej Akademii Tańca (1963), gdzie wykładała techniki tańca hiszpańskiego oraz polskich tańców narodowych. Wśród jej wychowanków byli m.in. Ewa Wycichowska, Emil Wesołowski, Anna Staszak, Beata Starczewska, Franciszek Knapik, Zbigniew Owczarzak, Maria Kijak, Henryk Walentynowicz czy Mirosław Różalski.

## Twórczość
Określana mianem „nestorki” i „legendy” polskiej sceny baletowej, Kujawa znana jest przede wszystkim ze swej twórczości choreograficznej. Współpracowała m.in. z Aramem Chaczaturianem przy Spartakusie w Operze Wrocławskiej oraz z Conradem Drzewieckim w Operze Poznańskiej i w Polskim Teatrze Tańca. Uznaje się ją za jednego z propagatorów tańca modern w Polsce. O swojej zawodowej pasji mówiła:
Zawsze czułam potrzebę wypowiedzenia się przez taniec, przez ruch [...]. Sądzę jednak, że gdyby moim przeznaczeniem było zostać pielęgniarką czy krawcową, tak samo zatraciłabym się w tych zawodach jak w sztuce tańca. Jako choreograf tworzę choreografię (...) mówiąc wprost, robię teatr i to nie dla siebie, ale dla innych.

### Kariera taneczna
Zadebiutowała w 1949 na scenie Teatru Dolnośląskiego we Wrocławiu w Słomkowym kapeluszu Eugène Labiche’a w reżyserii Jerzego Waldena. W tym samym roku zatańczyła tytułową rolę Dziewczyny w wystawionym w Operze Dolnośląskiej balecie Paw i dziewczyna Tadeusza Szeligowskiego w choreografii Zygmunta Patkowskiego. Wśród jej ról tanecznych wyróżnia się kreacje charakterystyczne: Cygankę w Coppelii, Wróżkę Carabosse w Śpiącej królewnie, Bernardę Albę z Domu Bernardy Alby czy Łucję w Czarodziejskiej miłości.

#### Wybrane role
- Cyganka, Coppelia Léo Delibesa, choreografia Leon Wójcikowski, Opera im. Stanisława Moniuszki, Poznań, 1952,
- Baba, Noc na Łysej Górze Modesta Musorgskiego, choreografia Leon Wójcikowski, Opera im. Stanisława Moniuszki, Poznań, 1953,
- Łabędź, Jezioro łabędzie Piotra Czajkowskiego, choreografia Stanisław Miszczyk, Opera im. Stanisława Moniuszki, Poznań, 1953,
- Wróżka Carabosse, Śpiąca królewna Piotra Czajkowskiego, choreografia Jerzy Gogół, Opera im. Stanisława Moniuszki, Poznań, 1956,
- Łucja, Czarodziejska miłość, Manuel de Falla, choreografia Stefania Pokrzywińska,
- Apolonia, Porwanie, Tomasz Kiesewetter, reżyseria Danuta Baduszkowa, Opera im. Stanisława Moniuszki, Poznań, 1964,
- Młynarka, Trójkątny kapelusz, Manuel de Falla, choreografia Conrad Drzewiecki, Opera im. Stanisława Moniuszki, Poznań, 1965,
- Bernarda Alba, Dom Bernardy Alba, Joaquin Rodrigo, choreografia Conrad Drzewiecki[4][7][9].

### Twórczość choreograficzna

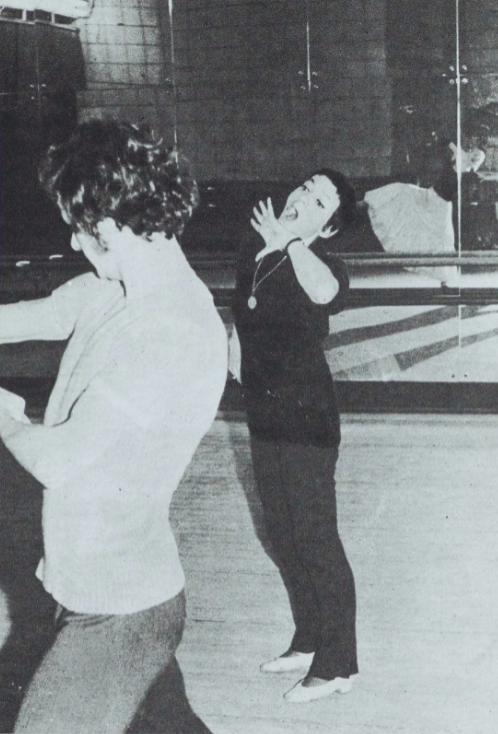
Teresa Kujawa podczas próby baletu Czar miłości, 1976, fot. Chwalisław Zieliński

Jako choreografka pierwsze kroki stawiała podczas pobytu w Paryżu w latach 1958–1960, gdzie dla Theatre d’Art du Ballet stworzyła niewielki balet do muzyki Małej suity Witolda Lutosławskiego.
Po powrocie do kraju współpracowała jako choreografka z Teatrem Ziemi Lubuskiej w Zielonej Górze i Teatrami Dramatycznymi w Poznaniu (1961). W 1963 tworzyła choreografie w Operze i Filharmonii Bałtyckiej w Gdańsku i Teatrze im. Aleksandra Fredry w Gnieźnie, rok później także w Teatrze im. Wojciecha Bogusławskiego w Kaliszu, Teatrze Polskim w Poznaniu, Operze im. Stanisława Moniuszki w Poznaniu. W następnych latach współpracowała z instytucjami w całym kraju: w Krakowie (Miejski Teatr Muzyczny – Opera i Operetka), Poznaniu (Operetka Poznańska, Teatr Lalki i Aktora „Marcinek”, Opera im. Stanisława Moniuszki w Poznaniu, Teatr Polski, Teatr Nowy), Wrocławiu (Teatry Dramatyczne, Opera, Teatr Polski), Toruniu (Teatr im. Wilama Horzycy), Szczecinie (Teatr Muzyczny) czy Warszawie (Teatr Wielki).
W latach 1971–1989 była główną choreografką w zespołach Opery Wrocławskiej, Polskiego Teatru Tańca – Baletu Poznańskiego, Teatru Wielkiego w Łodzi i Teatru Wielkiego w Warszawie, a ponadto współpracowała z takimi teatrami, jak wrocławskie Teatr Polski, Operetka Dolnośląska czy Teatr Muzyczny, Teatr Muzyczny w Gdyni, Teatr im. Stefana Jaracza w Olsztynie, Teatr Powszechny im. Jana Kochanowskiego w Radomiu czy Opera w Bydgoszczy.
Od roku 1987 nawiązywała też współpracę choreograficzną z Teatrem Wielkim im. Stanisława Moniuszki w Poznaniu, Teatrem Wielkim w Łodzi, Operą we Wrocławiu, Teatrem Polskim we Wrocławiu, Operą i Operetką w Szczecinie, Operą Novą w Bydgoszczy, Operą Śląską w Bytomiu, Teatrem Muzycznym w Gliwicach czy Teatrem Muzycznym-Operetką Wrocławską.
Wśród jej realizacji zagranicznych znalazła się też Halka Stanisława Moniuszki, opracowana dla Teatro Bellas Artes w Meksyku w 1974. Jej ostatnią realizacją był Wieczór polski Wojciecha Kilara, zrealizowany wspólnie z Emilem Wesołowskim w Operze Wrocławskiej w 2018.

Recenzenci jej spektakli początkowo wskazywali na umiejętność uprzystępnienia muzyki za pomocą ruchu („Realizacja choreograficzna sprawia, że bądź co bądź trudna w percepcji muzyka staje się czytelna i jasna” – Jerzy Zabłocki, 1971), a wkrótce potem oceniali jej realizacje jako „wybitne”. Szczególnym jej osiągnięciem była Medea zrealizowana w Polskim Teatrze Tańca. Jak w „Kulturze” napisał Jan Berski:
Ten jednoaktowy balet [...] zdumiewa dojrzałością artystyczną w równej mierze realizatorów, jak wykonawców (tancerzy). Zdumiewa kompozycją ruchu, reżyserią, muzyką, doborem scenografii – całą sceniczną ekspozycją. [...] Choreografia Teresy Kujawy sięga tu także szczytu.
Małgorzata Komorowska określa tę realizację jako bardzo ważną dla zespołu jedynego w Polsce, autorskiego teatru tańca Conrada Drzewieckiego, który rozpoczął swoją działalność zaledwie rok wcześniej. Przypomniała, że „ten znakomity utwór wystawiany był później we Wrocławiu, Łodzi, i po latach znowu w Poznaniu (2005)”. Jako choreografka i reżyserka Kujawa „zawsze układała balety na konkretnego tancerza”:
Robiąc Spartakusa widziałam w roli tytułowej Wiesława Kościelaka, jak przygotowywałam Rzeźby mistrza Piotra, w roli ucznia widziałam Franciszka Knapika. Odkąd tylko pamiętam, zawsze fascynowała mnie Medea. I kiedy zobaczyłam Annę Staszak na scenie, kiedyś moją uczennicę, wiedziałam, że dla niej stworzę balet, którego bohaterką będzie Medea. Tak się stało w 1974 roku.
W swoich choreografiach Kujawa świadomie uwzględniała rolę kobiecego doświadczenia, a jej postawę można określić jako feministyczną:
Bardzo często potępia się czyny kobiet, zapominając, że za to, iż tak, a nie inaczej układa się życie kobiety, odpowiadają mężczyźni. Lubię tworzyć dla kobiet, bo pewnie w jakiś sposób mogę pokazać nie tyle siebie, ale to, co mnie porusza.
Współpracowała też z Conradem Drzewieckim przy jego ostatnim spektaklu, czyli zrealizowanej w 2004, z okazji wstąpienia Polski do Unii Europejskiej, baletowej interpretacji IX Symfonii Ludwiga van Beethovena, zaprezentowanej w Teatrze Wielkim w Poznaniu (wraz z Emilem Wesołowskim i Henrykiem Konwińskim).

#### Najważniejsze prace choreograficzne

##### Opera Wrocławska
- Rzeźby mistrza Piotra, Romuald Twardowski, 1971
- Spartakus, Aram Chaczaturian, 21 maja 1972
- Czar miłości, Manuel de Falla, 30 grudnia 1972
- Noce w ogrodach Hiszpanii, Manuel de Falla, 30 grudnia 1972
- Coppelia, Léo Delibes, 21 kwietnia 1977
- Kopciuszek, Siergiej Prokofjew, 1978
- Polonia, Ignacy Jan Paderewski, 1978
- Ad libitum, Kazimierz Serocki, 1978
- Miłość Orfeusza, Juliusz Łuciuk, 1980
- Medea, Juliusz Łuciuk, 1980
- Z chłopa król, Grażyna Bacewicz, 1980
- Mandragora, Mity, Harnasie, Karol Szymanowski,
- Jezioro łabędzie, Piotr Czajkowski, 30 listopada 1991 (akt I i III)
- Trójkątny kapelusz, Manuel de Falla, 1991
- Dziadek do orzechów, Piotr Czajkowski, 17 grudnia 1993
- Kopciuszek, Siergiej Prokofjew, 19 marca 1999
- Powracające fale, Mieczysław Karłowicz, 28 kwietnia 2001
- IV Symfonia koncertująca, Karol Szymanowski, 28 kwietnia 2001
- Exodus, Wojciech Kilar, 28 kwietnia 2001[7][9]

##### Polski Teatr Tańca
- Medea, Juliusz Łuciuk, 26 października 1975[9]

##### Teatr Wielki w Łodzi
- Czar miłości, Manuel de Falla, 10 kwietnia 1976
- Medea, Juliusz Łuciuk, 20 czerwca 1982
- Coppelia, Léo Delibes, 7 maja 1983[9]

##### Teatr Wielki w Warszawie
- Rzeźby mistrza Piotra, Romuald Twardowski, 29 września 1974
- Mandragora, Mity, Harnasie, Karol Szymanowski, 16 października 1982
- Yerma, Manuel de Falla, 12 maja 1984
- Goya, Joaquin Rodrigo, Joaquin Turina, 12 maja 1984
- Pan Twardowski, Ludomir Różycki, 7 lipca 1985
- Arlekinada, Robert Schumann, 26 maja 1989[9][15]

##### Teatr Wielki w Poznaniu
- IV Symfonia koncertująca, Karol Szymanowski,
- Carmina burana, Carl Orff, 1987
- Pelleas i Melizanda, Jean Sibelius, 15 maja 1988[9][15]

##### Teatr Muzyczny w Gdyni
- Czarodziejska miłość, Manuel de Falla, 11 czerwca 1978[9]

##### Opera Nova w Bydgoszczy
- Krótkie życie, Manuel de Falla, 3 kwietnia 1993[9]

##### Opera i Operetka w Szczecinie
- Coppelia, Léo Delibes, 7 marca 1998[9]

### Reżyseria
Talent reżyserski artystki dał już o sobie znać w jej oryginalnej realizacji baletu Spartakus Arama Chaczaturiana, którego premiera odbyła się 21 maja 1972 w Operze Wrocławskiej. Jak zrecenzowała Ewa Kofin: 
Brak doświadczenia spowodował tu pewne niedopatrzenia w układzie, szczodrze jednak zrekompensowane rozwiązaniami świadczącymi o inwencji twórczej, pomysłowości, guście i wyobraźni plastycznej choreografia (...). Układ potwierdził też czułe ucho T. Kujawy. Sprostała wszelkim komplikacjom rytmicznym partytury, zawsze znajdując pas zgodnie z pulsem i charakterem muzyki. Jako pedagog – doprowadziła tańczących do stadium wykonawczej swobody (...).

#### Wybrane realizacje operowe
- Halka, Stanisław Moniuszko, Teatr Wielki w Łodzi, 19 stycznia 1985
- Krótkie życie, Noce w ogrodach Hiszpanii, Manuel de Falla, Teatr Wielki w Poznaniu, 1985
- Madame Butterfly, Giacomo Puccini, Teatr Wielki w Łodzi, 7 października 1989
- Carmen, Georges Bizet, Opera i Operetka w Szczecinie, 16 października 1993
- Baron cygański, Johann II Strauss, Opera i Operetka w Szczecinie, 31 marca 2000
- Carmen, Georges Bizet, Opera Dolnośląska, Wrocław, 24 stycznia 2002[7][9]

### Film i telewizja
Z kamerami pracowała po raz pierwszy w 1964 r. przy filmowej wersji Bolera Maurice Ravela dla wytwórni Mosfilm, gdzie współpracowała z Leonidem Ławrowskim.
Sporadycznie współpracowała z Teatrem Telewizji: w 1968 r. stworzyła choreografię do spektaklu telewizyjnego Szalona Julka w reżyserii Izabelli Cywińskiej, w 1972 zrealizowała Rzeźby mistrza Piotra Romualda Twardowskiego, w 1978 r. Medeę Juliusza Łuciuka, a w 1993 opracowała ruch w telewizyjnej inscenizacji Krakowiaków i Górali w reżyserii Krzysztofa Kolbergera.
W 1984 r. udzieliła konsultacji choreograficznej do filmu fabularnego Kobieta w kapeluszu, napisanego i wyreżyserowanego przez Stanisława Różewicza, z którym współpracowała ponownie przy Nocnym gościu w 1989 r.
Występowała też przed kamerami, m.in. jako dwórka w filmie baletowym Pawana... (Pavane pour une infante de faule / Pawana na śmierć infantki) Conrada Drzewieckiego z 1978 czy w tym samym roku w filmie fabularnym Roman i Magda w reżyserii Sylwestra Chęcińskiego, gdzie wcieliła się w sąsiadkę Klimeckiego.

## Nagrody i odznaczenia
- 1953 – Srebrny Medal Międzynarodowego Konkursu Tańca w Bukareszcie (z Conradem Drzewieckim)[19]
- 1982 – Nagroda Miasta Wrocławia
- 1985 – Nagroda I stopnia Ministra Kultury i Sztuki
- 1986 – Krzyż Kawalerski Orderu Odrodzenia Polski
- 1998 – Terpsychora – Nagroda ZASP za osiągnięcia w dziedzinie choreografii i pedagogiki
- 2007 – Nagroda Stowarzyszenia Autorów ZAiKS za całokształt twórczości w dziedzinie choreografii[20]
- 2007 – Złoty Medal „Zasłużony Kulturze Gloria Artis”[10][21]
- 2016 – Złota Odznaka Towarzystwa Miłośników Wrocławia[4]
- 2017 – Nagroda Specjalna Stowarzyszenia Autorów ZAiKS[20]

## Odnośniki zewnętrzne
- Multimedia w Archiwum Teatru Wielkiego w Warszawie: https://archiwum.teatrwielki.pl/baza/-/o/kujawa-teresa/169779/20181
- Multimedia w Cyfrowym Muzeum Teatru Wielkiego w Łodzi: http://www.cyfrowemuzeum.operalodz.com/person/teresa-kujawa/
- Program Coppelii – premiera w Operze w Szczecinie w 1988 r. z okazji jubileuszu 50-lecia działalności artystycznej artystki.
- Teresa Kujawa, [w:] Encyklopedia teatru polskiego (osoby) [dostęp 2021-04-08].
- Teresa Kujawa w Internetowej Bazie Filmu Polskiego